# Ришар Тол
Ришар Тол е град в северен Сенегал, разположен на южния бряг на река Сенегал, точно на изток от Росо. Първоначално колониален град, той е кръстен на парка на Шато дьо Барон Роже, който се изгражда от ботаника Жан Мишел Клод Ришар. Градът е предвиден за отглеждане на ориз, като инициативата е на френската организация за колониално развитие ФИДЕС през 1949 г., а първоначална обработваема площ възлиза на 6000 хектара (14 830 акра). Основната индустрия на града става производството на захар. Приблизителното население на града през 2007 г. е 70 000 души.

## Стопански дейности
Основните икономически дейности в Ришар Тол са селско стопанство, риболов, животновъдство и търговия. По-малко популярни икономически дейности са транспорт, туризъм и занаятчийски дейности. Ришар Тол е известен със своята захарна рафинерия, която е френска собственост и изнася захар за по-голямата част от Сенегал.

## Спорт
В Ришар Тол е седалището на футболен клуб АССУР.